# Districte de Sarlat e la Canedat

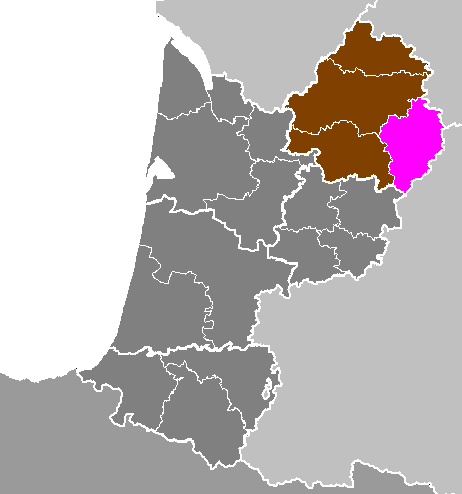
Situació del districte al departament

El Districte de Sarlat e la Canedat és un dels quatre districtes del departament francès de la Dordonya, a la regió de la Nova Aquitània. Té 10 cantons i 122 municipis. El cap del districte és la sotsprefectura de Sarlat-la-Canéda.

## Cantons
- cantó de Belvés ;
- cantó de Carluç ;
- cantó de Doma ;
- cantó del Buga ;
- cantó de Montignac ;
- cantó de Sent Cíbran ;
- cantó de Salanhac e Aivigas ;
- cantó de Sarlat e la Canedat ;
- cantó de Terrasson-Lavilledieu ;
- cantó de Vilafranca de Perigòrd.